# Progetto Erasmus

Il logo del Programma Erasmus+

Il programma Erasmus+ (Erasmus fino al 2013, acronimo di EuRopean Community Action Scheme for the Mobility of University Students, lett. "Schema di azione comunitaria europea per la mobilità degli studenti universitari") è un programma di mobilità studentesca dell'Unione europea nato il 15 giugno 1987.
Esso dà la possibilità a uno studente europeo di effettuare in una scuola di un altro stato dell'UE un periodo di studio legalmente riconosciuto dalla propria scuola. Il nome del programma deriva dall'umanista e teologo olandese Erasmo da Rotterdam (1466/69-1536), che viaggiò diversi anni in tutta Europa per comprenderne le differenti culture.
Dal 2014, il programma ha assunto il nome di Erasmus+ per l'istruzione, la formazione, la gioventù e lo sport.

## Storia

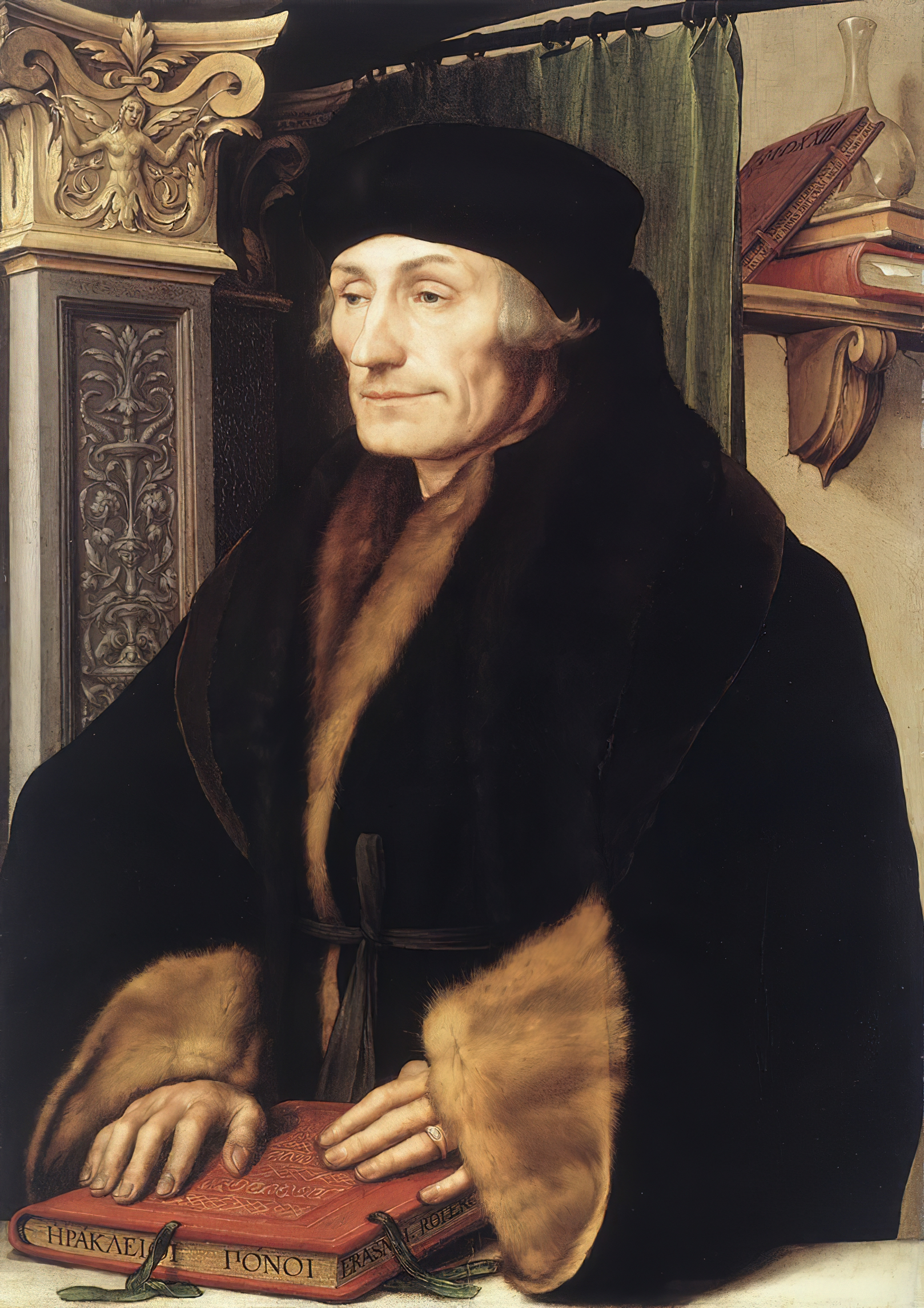
Erasmo da Rotterdam

L'idea di permettere lo scambio tra studenti europei ebbe origine nel 1969, grazie all'intuizione dell'italiana Sofia Corradi (soprannominata "Mamma Erasmus"), pedagogista e consulente scientifico della Conferenza permanente dei rettori delle università italiane: questo ruolo le permise di far conoscere la sua idea in ambito accademico e istituzionale.
Il progetto nacque grazie a un'iniziativa dell'associazione studentesca EGEE (oggi AEGEE) fondata da Franck Biancheri (poi divenuto presidente del movimento trans-europeo Newropeans) che nel 1986-1987 convinse il presidente francese François Mitterrand ad appoggiare la nascita di Erasmus.
Questa collaborazione attiva fra l'AEGEE e la Commissione europea, nella persona di Domenico Lenarduzzi (in quel tempo Direttore presso la Direzione Generale "Cultura e Istruzione" della Commissione europea a Bruxelles), permise l'approvazione del programma Erasmus nel 1987. Divenne parte integrante dei programmi Socrates I (1994-1999) e Socrates II (2000-2006). A partire dal 2007 è diventato uno degli elementi del Programma di apprendimento permanente (2007-2013).
Al 2009, a 22 anni dalla sua creazione, il programma è riuscito a promuovere, all'interno della comunità europea, la mobilità di più di 2,2 milioni di studenti. Più di 4000 istituzioni universitarie di 31 paesi aderiscono al progetto. Oggi il progetto ha consentito ad oltre mezzo milione di studenti italiani di visitare stati all'interno e all'esterno dell'Unione Europea.

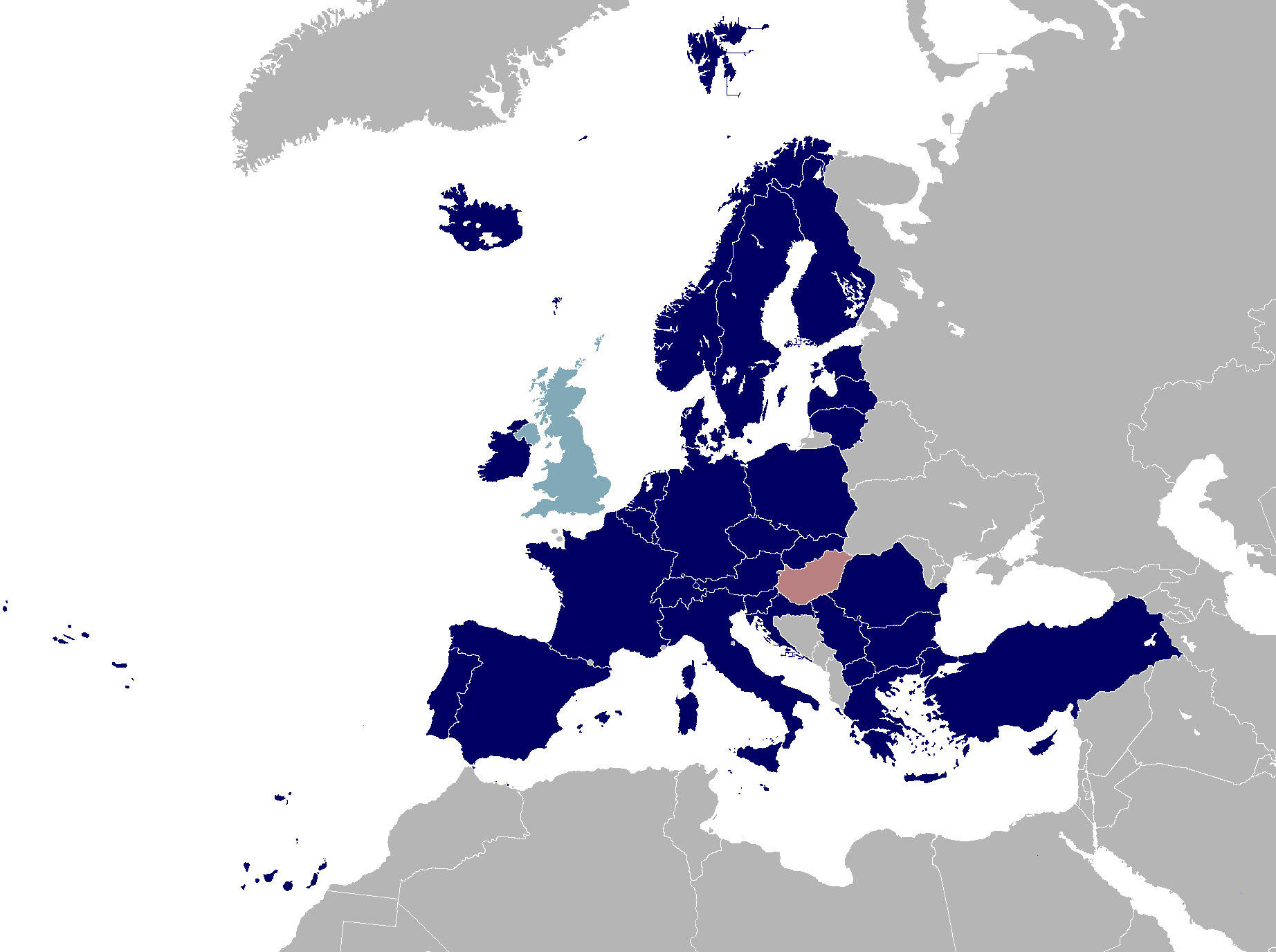
Paesi aderenti al Programma Erasmus (in blu scuro), ex partecipanti (in blu chiaro)

## Descrizione
Erasmus+ dà la possibilità a uno studente europeo di studiare o effettuare un tirocinio in un paese membro dell'Unione Europea per un periodo che va dai 3 ai 12 mesi. Gli studenti possono anche spostarsi in alcuni paesi europei non aderenti all'Unione ma associati al Programma Erasmus, ovvero nei paesi membri dell'EFTA che sono membri dello Spazio economico europeo (Liechtenstein, Islanda, Norvegia) e nei paesi in via di adesione, paesi candidati e potenziali candidati all'Unione Europea (Macedonia del Nord, Serbia e Turchia).
Lo stanziamento per il periodo 2014-2020 è stato di 14,8 miliardi di euro, mentre quello per il periodo 2021-2027 è di 28,4 miliardi (quasi il doppio del piano precedente), i quali, divisi tra tutti gli studenti partecipanti compongono la borsa che dà diritto a una somma di denaro. La somma ricevuta si compone di un fisso mensile, che dipende dalla nazione destinataria del progetto e dal suo costo della vita (le nazioni partecipanti sono suddivise in 3 fasce di costo della vita: basso, medio e alto) e di una quota variabile che dipende dalla fascia di reddito del soggetto partecipante.
I posti vengono messi a concorso attraverso un bando pubblico, in genere nel mese di gennaio, che viene divulgato anche attraverso il sito internet della propria facoltà. Una volta proposta, la candidatura verrà valutata da un'apposita commissione che stilerà le graduatorie entro il mese successivo. Nell'anno seguente lo studente potrà partire nel semestre da lui scelto e potrà così affrontare esami nell'università ospitante facendoseli poi riconoscere anche nell'università del proprio paese al suo ritorno. Per gli studenti esclusi dalle graduatorie esiste tuttavia una possibilità di ripescaggio per le destinazioni per le quali nessuno ha fatto richiesta.
Il Programma comprende una gamma ampia e molto differenziata di attività. Oltre allo scambio di studenti e docenti, è previsto anche lo sviluppo di programmi di studio o di programmi intensivi internazionali. Inoltre, il programma può assumere la forma di Rete tematica.
Gli obiettivi del Programma sono:
- promuovere la mobilità degli individui e dei gruppi a fini di apprendimento come pure la collaborazione, la qualità, l'inclusione e l'equità, l'eccellenza, la creatività e l'innovazione al livello delle organizzazioni e delle politiche nel campo dell'istruzione e della formazione;
- promuovere la mobilità a fini di apprendimento non formale e informale, la partecipazione attiva dei giovani, come pure la collaborazione, la qualità, l'inclusione, la creatività e l'innovazione al livello delle organizzazioni e delle politiche nel campo della gioventù;
- promuovere la mobilità a fini di apprendimento del personale sportivo come pure la collaborazione, la qualità, l'inclusione, la creatività e l'innovazione al livello delle organizzazioni e delle politiche sportive.

### Rete tematica
La rete tematica (European Tematic Network Programme - ETNP) è una delle principali innovazioni del programma Socrates-Erasmus; essa traduce in realtà la cooperazione fra facoltà e dipartimenti universitari e altri soggetti (quali, organizzazioni accademiche o enti professionali).
L'obiettivo della Rete Tematica è il miglioramento della qualità della conoscenza, attraverso lo sviluppo della dimensione europea all'interno di una disciplina di studio; in alternativa, l'obiettivo può essere costituito da un argomento di natura interdisciplinare o multidisciplinare oppure da altri temi di interesse comune.
Le Reti Tematiche sono state create per fornire un approccio alle problematiche scientifiche, pedagogiche e istituzionali in numerosi ambiti dell'istruzione superiore e dell'università.

### Erasmus+ in Italia
In Italia la gestione operativa del programma è di competenza di tre Agenzie nazionali competenti per ambiti diversi: 
Indire (Istituto nazionale di documentazione, innovazione e ricerca educativa) e Agenzia nazionale Erasmus+: opera con il coordinamento della Commissione europea, DG Istruzione e Cultura e del MIUR, in collaborazione con le Agenzie nazionali dei 33 Paesi partecipanti al programma negli ambiti che riguardano istruzione scolastica, educazione degli adulti e istruzione superiore/universitaria, settore che comprende Università, Alta Formazione Artistica e Musicale, Scuole Superiori per Mediatori linguistici e Istituti tecnici superiori. Si occupa della gestione della mobilità individuale ai fini di apprendimento per gli studenti dei 3 cicli del percorso universitario e della formazione per tutto il personale docente, amministrativo e tecnico della scuola, dell'università, dell'educazione degli adulti. L'Agenzia gestisce direttamente anche le Unità nazionali delle piattaforme europee per la collaborazione di insegnanti eTwinning ed educatori degli adulti EPALE, i Progetti di cooperazione per l'innovazione e lo scambio di buone pratiche, partenariati strategici tra istituti scolastici, istituti di istruzione superiore, organizzazioni pubbliche e private.
L'Agenzia nazionale Erasmus+ INDIRE ha sede a Firenze e un ufficio distaccato a Roma.
INAPP (Istituto Nazionale per l'Analisi delle Politiche Pubbliche), in precedenza Isfol (Istituto per lo Sviluppo della Formazione Professionale dei Lavoratori) è agenzia nazionale Erasmus+ per il settore Formazione.
ANG (Agenzia Nazionale per i Giovani) è Agenzia nazionale Erasmus+ per il settore Gioventù.
Entrambi hanno sede a Roma.

### L'esperienza dell'Erasmus

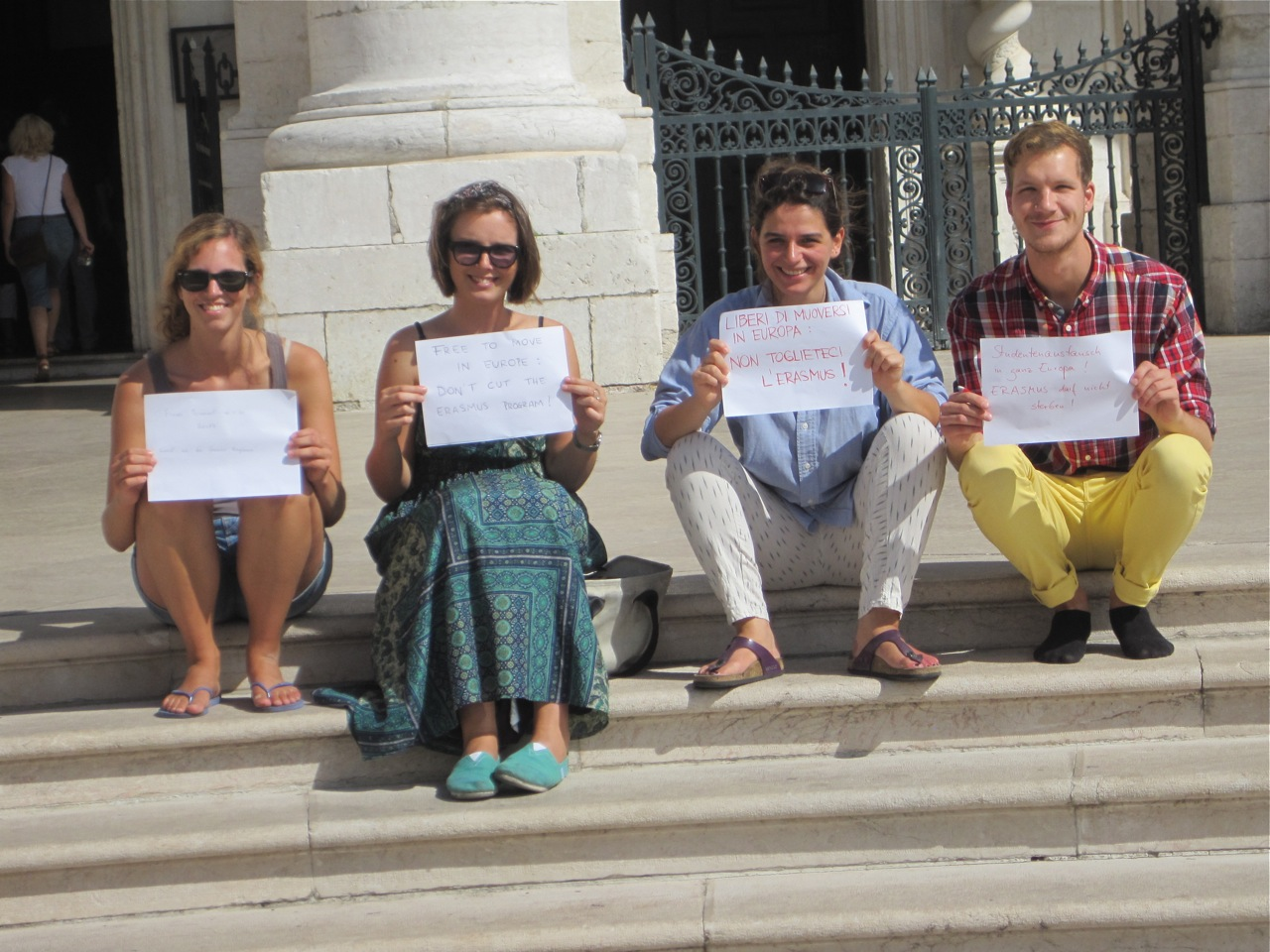
Studenti Erasmus sui gradini della Chiesa di Santa Engrácia, a Lisbona

Per molti studenti universitari europei il programma Erasmus offre l'occasione per vivere all'estero in maniera indipendente per la prima volta. Per questa ragione è diventato una sorta di fenomeno culturale ed è molto popolare fra gli studenti universitari europei. Tra l'altro l'esperienza Erasmus è stata il tema di vari film di successo come L'appartamento spagnolo in cui i personaggi, provenienti da varie nazioni d'Europa, si incontrano a Barcellona dove passeranno un anno studiando presso l'università locale e Un figlio di nome Erasmus.
Il programma non incoraggia solamente l'apprendimento e la comprensione della cultura ospitante ma anche un senso di comunità tra gli studenti appartenenti a paesi diversi. L'esperienza dell'Erasmus è considerata non solo un momento universitario ma anche un'occasione per imparare a convivere con culture diverse, oltre che un momento in cui lo studente inizia ad assumersi delle responsabilità.
Nel 2007 si festeggiò il ventennale del progetto Erasmus, in questa occasione la Commissione Europea e gli stati membri, organizzarono una serie di iniziative per celebrare questo evento che coincise con il cinquantesimo anniversario dei Trattati di Roma.
Nel 2010, uno studente italiano dell'Università di Bologna diventa il primo studente con disabilità intellettuale a usufruire del programma Erasmus nell'Università di Murcia, Spagna. La sua esperienza Erasmus, legata a quella della vita indipendente, è stata recentemente documentata nel film Ci provo.

## Statistiche

### Dati sulla destinazione Erasmus più scelta dagli studenti
La prima meta, ovvero quella più scelta dagli studenti per il loro progetto di mobilità Erasmus, è l'università di Granada, università con un alto livello di preparazione dei professori e con un alto standard per quanto riguarda corsi e servizi erogati agli studenti. Questo insieme di fattori, aggiunto alla grandissima presenza di popolazione giovanile all'interno della città andalusa (oltre 70.000 studenti a fronte di una popolazione totale di 228.000 abitanti circa) rende quest'ultima la destinazione più popolare, con oltre 2.000 studenti europei che ogni anno si spostano a studiare nella città grazie al progetto Erasmus.

### Data della partecipazione al programma Erasmus+ per l'anno 2014
(Fonte: Commissione Europea)
Le borse di mobilità per studenti, tirocinanti, insegnanti, volontari e altri giovani hanno permesso a quasi 58 000 italiani di partire (650 000 in Europa), con un impegno finanziario di 92,80 milioni di euro. In questo ambito l'Italia è seconda solo alla Turchia per numero di candidature presentate. Il settore universitario ha beneficiato di oltre 53 milioni di euro, impiegati per sostenere le mobilità di oltre 34 000 studenti, professori e staff, a seguire la formazione professionale (25 milioni), la mobilità per i giovani (quasi 10 milioni), la formazione per il personale della scuola (3,6 milioni) e per il personale impegnato nell'educazione degli adulti. Le prime 5 università italiane per studenti in uscita sono: l'Università di Bologna, l'Università degli Studi di Padova, la “Sapienza” di Roma, l'Università degli Studi di Torino e la Statale di Milano. Le destinazioni più scelte dagli studenti italiani sono la Spagna, la Francia, la Germania, il Regno Unito e il Portogallo. Gli atenei italiani che accolgono più studenti dall'estero sono l'Alma Mater di Bologna, la “Sapienza” di Roma, l'Università degli Studi di Firenze, il Politecnico di Milano e l'Università degli studi di Padova. Gli universitari arrivano soprattutto da Spagna, Francia, Germania, Turchia e Polonia. Sul fronte della cooperazione in progetti, ovvero quelle attività di collaborazione in partnership internazionali fra scuole, università, organizzazioni di giovani, enti pubblici e imprese, l'Italia ha realizzato 118 progetti (18 000 in totale in Europa) con il coinvolgimento di 791 organizzazioni. Nel complesso, il budget destinato a questo tipo di attività è stato di oltre 30 milioni di euro. Gran parte dei progetti riguardano l'ambito scuola: sono 350 gli istituti coinvolti in Italia, con 62 scuole coordinatrici di progetto e un finanziamento che sfiora i 12 milioni di euro. A seguire i progetti dei settori formazione, istruzione superiore, educazione degli adulti e gioventù.
Il rapporto segue e integra quanto già pubblicato dalla Commissione europea nel 2014, con un focus sulle quattro macro regioni europee: nord, sud (di cui fa parte l'Italia), est ed ovest. Sono state intervistate oltre 71 000 persone fra studenti, ex studenti e staff (accademico e amministrativo) per verificare l'impatto della mobilità Erasmus in termini di occupabilità, competenze e carriera a livello europeo. Dai dati emerge che gli studenti dei Paesi del sud Europa hanno maggiormente beneficiato delle mobilità, riducendo i tempi di disoccupazione. Sul fronte dei tirocini, ad esempio, il 51% degli italiani ha ricevuto un'offerta di lavoro dall'impresa europea in cui veniva svolto il traineeship (media europea 30%). L'esperienza di mobilità ha avuto un'influenza positiva anche sullo spirito di imprenditorialità: in Italia il 32% degli studenti con esperienza di tirocinio Erasmus è intenzionata ad avviare una start-up e il 9% l'ha già realizzata. I laureati che sono partiti in Erasmus hanno una maggiore mobilità lavorativa: il 93% è disposto a trasferirsi all'estero per lavoro e sono maggiormente disposti a cambiare datore di lavoro rispetto a chi non ha realizzato una mobilità Erasmus. Erasmus influenza anche le relazioni personali, l'87% degli italiani che hanno avuto un'esperienza Erasmus dimostra una maggiore “attitudine europea” (media europea 80%) e il 37% ha un rapporto affettivo stabile con una persona non italiana.
Secondo l'EUROSTAT per l'anno accademico 2012/2013 in Italia sono arrivati 19.964 studenti stranieri (per studio e placement); il paese si posiziona dunque al quinto posto per studenti ospitati (dopo rispettivamente: Spagna, Germania, Francia e Regno Unito).
I paesi di maggior provenienza degli studenti Erasmus in Italia erano:
- Spagna 7 425, cioè 37,19%
- Francia 1 909 - 9,56%
- Germania 1 842 - 9,23%
- Polonia 1 427 - 7,15%
- Turchia 1 207 - 6,05%
- Regno Unito 1 001 - 5,01%
- Portogallo 817 - 4,09%
- Romania 604 - 3,03%
- Belgio 505 - 2,53%
- Paesi Bassi 394 - 1,97%
- Austria 338 - 1,69%
- Grecia 315 - 1,58%
- Rep. Ceca 278 - 1,39%
- Ungheria 274 - 1,37%
- Lituania 199 - 1,00%

Gli studenti italiani Erasmus erano 25 805 (per studio e placement); posizionandosi quindi al quarto posto (dopo rispettivamente: spagnoli, francesi e tedeschi).
Si erano recati a studiare maggiormente in:
- Spagna 8 040, cioè 31,16%
- Francia 3 649 - 14,14%
- Germania 2 715 - 10,52%
- Regno Unito 2 296 - 8,9%
- Portogallo 1 277 - 4,95%
- Belgio 1 187 - 4,6%
- Paesi Bassi 867 - 3,36%
- Svezia 672 - 2,6%
- Polonia 630 - 2,44%
- Finlandia 481 - 1,86%
- Turchia 453 - 1,76%
- Irlanda 414 - 1,6%
- Austria 409 - 1,58%
- Danimarca 409 - 1,58%
- Svizzera 361 - 1,4%
- Rep. Ceca 290 - 1,12%
- Ungheria 270 - 1,05%
- Norvegia 269 - 1,04%

### Studio di impatto Erasmus: analisi regionale
Le università italiane che hanno ricevuto il maggiore numero di studenti nel 2014 Erasmus sono state:
- Università di Bologna 1 678 studenti
- Università degli Studi di Roma "La Sapienza" 1 030
- Università degli Studi di Firenze 863
- Politecnico di Milano 826
- Università degli Studi di Padova 693
- Università degli Studi Roma Tre 500
- Università degli Studi di Torino 491
- Politecnico di Torino 479
- Università commerciale Luigi Bocconi 465
- Università degli Studi di Perugia 397
- Università degli Studi di Siena 395
- Università degli Studi di Genova 393
- Università degli Studi di Milano 374
- Università degli Studi di Roma Tor Vergata 354
- Università degli Studi di Bari 321
- Università degli Studi di Parma 317
- Università di Pisa 313
- Università degli Studi di Napoli Federico II 309
- Università Cattolica del Sacro Cuore 287
- Università degli Studi di Pavia 263
- Università Ca' Foscari di Venezia 254
- Università degli Studi di Palermo 241
- Libera Università Internazionale degli Studi Sociali Guido Carli 235
- Università degli Studi di Salerno 233
- Università degli Studi di Milano-Bicocca 228
- Università degli Studi di Cagliari 226
- Università degli Studi di Ferrara 225
- Università degli Studi di Trieste 224
- Università degli Studi di Verona 208
- Università degli Studi di Foggia 205
- Università degli Studi di Modena e Reggio Emilia 205
- Libera Università Maria Santissima Assunta 204
- Università degli Studi di Catania 200
- Università degli Studi di Sassari 188
- Università degli Studi di Trento 157
- Università della Calabria 151
- Accademia di Belle Arti 140 (le scuole AFAM sono assimilate alle strutture universitarie L-3, LM-89, LM-65, LM-12, LM-45)
- Università degli Studi della Campania 139
- Università del Salento 138
- Università Carlo Cattaneo 137
- Università Iuav di Venezia 130
- Università degli Studi di Macerata 128